# دراسات كنسية
الدراسات الكنسيّة أو الإكليسلوجي (باليونانية: ἐκκλησίᾱ)‏، وتعني حرفيًا: الكنيسة. وهو مصطح يُشير عادًة إلى الدراسات اللاهوتية المتعلقة بالكنيسة المسيحية.
ويتضمن علم اللاهوت وعلاقتها في يسوع ودورها في الخلاص والأسرار السبعة المقدسة فضلًا عن القانون الكنسي وتعاليم الكنيسة وفلسفتها وثقافتها وعلمها وسلطتها. تقدم العديد من الجامعات حول العالم شهادات في الدراسات الكنسيّة. وقد يتفرع أيضًا دراسات كنسيّة حسب المذهب والطائفة المسيحية الدراسات الكنسيّة الكاثوليكية، الكنسيّة اللوثرية، والكنسيّة المسيحية الشرقية.
في اللاهوت المسيحي، الكنسي هو دراسة الكنيسة، وأصول المسيحية، علاقته يسوع، ودورها في الخلاص، في نظام الحكم، في الانضباط، في الايمان بالآخرة، ولها قيادة.
في تاريخها المبكر، كانت إحدى القضايا الكنسية الأساسية للكنيسة تتعلق بوضع الأعضاء غير اليهود في ما كان في الأساس طائفة يهودية. ناقش لاحقًا أسئلة مثل ما إذا كان سيحكمها مجلس من الكهنة أو أسقف واحد، ومدى سلطة أسقف روما على الأساقفة الرئيسيين الآخرين، ودور الكنيسة في العالم، وما إذا كان الخلاص ممكنًا خارجها. لمؤسسة الكنيسة، والعلاقة بين الكنيسة والدولة، ومسائل اللاهوت والليتورجيا وقضايا أخرى. يمكن استخدام علم الكنيسة بالمعنى المحدد لطبيعة كنيسة معينة أو طائفة معينة، أو موصوفة ذاتيًا أو غير ذلك. هذا هو معنى الكلمة في عبارات مثل اللاهوت الكنسي الكاثوليكي، وعلم الكنيسة البروتستانتي، وعلم الكنيسة المسكوني.
تم تعريف كلمة علم الكنيسة في القرن التاسع عشر على أنها علم بناء وزخرفة مباني الكنيسة ولا تزال تستخدم بهذا المعنى في سياق التاريخ المعماري.

## علم أصل الكلمة
تأتي جذور كلمة علم الكنيسة من الكلمة اليونانية ἐκκλησία، ekklēsia (باللاتينية: ecclesia) وتعني «المصلين، الكنيسة»  و -λογία، -logia، وتعني «الكلمات»، أو «المعرفة»، أو «المنطق»، وهو مصطلح يجمع بين أسماء العلوم أو هيئات المعرفة.
نُشر عالم الكنيسة لأول مرة في أكتوبر 1841 وتناول دراسة بناء وزخرفة الكنائس. شجع بشكل خاص على ترميم الكنائس الأنجليكانية للعودة إلى روعتها القوطية المفترضة وكان في مركز موجة الترميم الفيكتوري التي انتشرت عبر إنجلترا وويلز في النصف الثاني من القرن التاسع عشر. لا يزال خليفتها علم الكنسيات اليوم اعتبارًا من 2017، التي نشرتها الجمعية الكنسية (خلفا لـ CCS، وهي الآن مؤسسة خيرية مسجلة).
لقد لخص أليستر ماكغراث الموقف فيما يتعلق بعلم أصل الكلمة: «علم الإكليسيولوجيا هو مصطلح غيّر معناه في اللاهوت الحديث. علم الكنيسة سابقًا هو علم بناء وزخرفة الكنائس، الذي روجت له جمعية كامبريدج كامدن، والجمعية الكنسية ومجلة عالم الكنسيات، والآن يرمز علم الكنيسة إلى دراسة طبيعة الكنيسة المسيحية.» 

## الإكليسيولوجيا الكاثوليكية

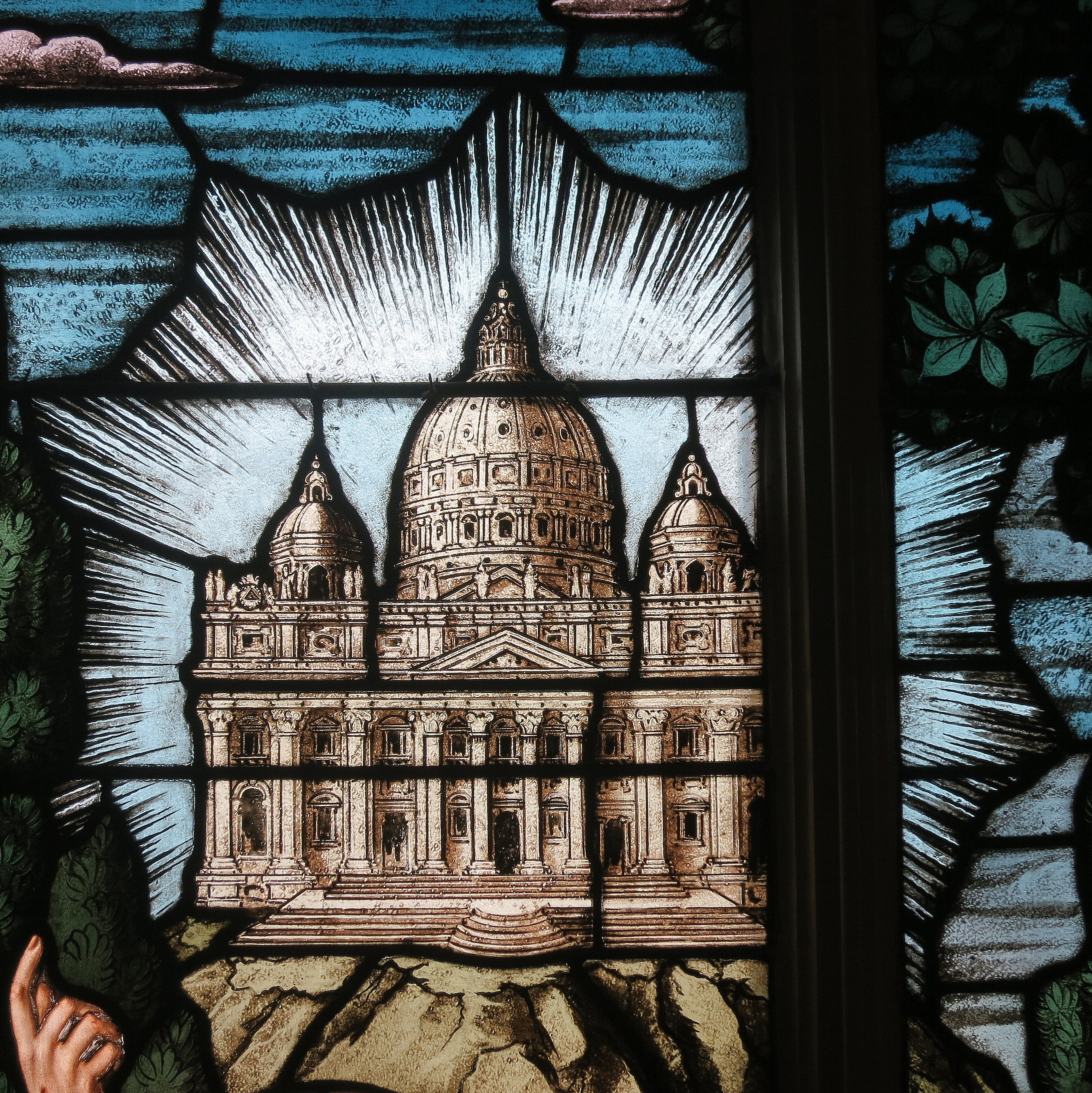
نافذة زجاجية ملونة في كنيسة كاثوليكية تصور كاتدرائية القديس بطرس في روما وهي جالسة «فوق هذه الصخرة»، في إشارة إلى متى 16:18. يفسر معظم الكاثوليك في الوقت الحاضر يسوع على أنه يقول إنه كان يبني كنيسته على صخرة الرسول بطرس وسلالة الباباوات الذين يدعون خلافة البترين منه.

يمتلك اللاهوت الكنسي الكاثوليكي اليوم تعددًا في النماذج والآراء، كما هو الحال مع جميع اللاهوت الكاثوليكي منذ قبول النقد الكتابي الأكاديمي الذي بدأ في أوائل القرن العشرين وحتى منتصفه. يتجلى هذا التحول بشكل واضح في الرسالة العامة الإلهي أفلانتي سبيريتو في عام 1943. ساهم إيفري روبرت الكاردينال دالاس، سبيريتو بشكل كبير في استخدام النماذج في فهم علم الكنيسة. يحدد في عمله نماذج الكنيسة خمسة نماذج أساسية للكنيسة كانت سائدة عبر تاريخ الكنيسة الكاثوليكية. وتشمل هذه نماذج للكنيسة كمؤسسة، كشركة صوفية، وكسر، ومبشر، وخادم.
يرى النموذج الكنسي للكنيسة كمؤسسة أن الكنيسة الكاثوليكية وحدها هي «الكنيسة الواحدة المقدسة الجامعة الرسولية» وهي الكنيسة الوحيدة ذات الأصل الإلهي والرسولي بقيادة البابا. هذه النظرة إلى الكنيسة هي عقيدة كاثوليكية محددة دوغماتيًا، وبالتالي فهي صادقة. من وجهة النظر هذه، الكنيسة الكاثوليكية - المؤلفة من جميع الكاثوليك المعتمدين، من رجال الدين والعلمانيين - هي المجتمع الموحد المرئي الذي أسسه المسيح نفسه، وتستمد هرمية سلطتها الروحية عبر القرون، من خلال الخلافة الرسولية لأساقفتها، ولا سيما من خلال أسقف روما (البابا) الذي تأتي خليفته من القديس بطرس الرسول، الذي أعطى المسيح «مفاتيح ملكوت السماوات». وهكذا، فإن للباباوات، من وجهة النظر الكاثوليكية، سلطة قضائية عالمية وضعها الله على الكنيسة بأسرها على الأرض. تعتبر الكنيسة الكاثوليكية جسد المسيح الصوفي، وسر الخلاص الشامل، حيث يمكّن المسيح الإنسان من الحصول على نعمة التقديس.
يعتمد نموذج الكنيسة كشركة صوفية على صورتين كتابيتين رئيسيتين، الأولى لـ «جسد المسيح الصوفي» (كما ورد في رسائل بولس) والثانية لـ «شعب الله». تتجاوز هذه الصورة النموذج الأرسطي المدرسي لـ «كومونيتاس مثالي» الذي تم الاحتفاظ به في القرون السابقة. يعتمد هذا النموذج الكنسي على علم الاجتماع والتعبير عن نوعين من العلاقات الاجتماعية: مجتمع منظم أو منظم رسميًا (Gesellschaft) ومجتمع غير رسمي أو شخصي (Gemeinschaft). أكد اللاهوتي الكاثوليكي أرنولد راديماخر أن الكنيسة في جوهرها الداخلي هي المجتمع (Gemeinschaft) وفي المجتمع الأساسي الخارجي (Gesellschaft). هنا، يتم إعطاء الأولوية للكنيسة فيما يتعلق بالعلاقات الشخصية وأن الكنيسة المهيكلة هي نتيجة مجتمع حقيقي من المؤمنين. بالمثل، جادل إيف كونغار بأن الحقيقة المطلقة للكنيسة هي شركة أشخاص. ينفتح هذا اللاهوت الكنسي على المسكونية  وكان النموذج السائد الذي استخدمه المجمع الفاتيكاني الثاني في جهوده المسكونية. باستخدام هذا النموذج، أدرك المجمع في وثيقته لومن جنتيوم أن جسد المسيح يعيش في مجتمع مرئي يحكمه خليفة بطرس والأساقفة في شراكة معه، على الرغم من وجود العديد من عناصر التقديس والحقيقة خارج مجتمعه. هيكل مرئي.

## الكنيسة الأرثوذكسية الشرقية
من وجهة النظر الأرثوذكسية الشرقية، الكنيسة واحدة، رغم أنها تتجلى في أماكن كثيرة. يعمل اللاهوت الكنسي الأرثوذكسي الشرقي مع التعددية في الوحدة والوحدة في التعددية. بالنسبة للأرثوذكسية الشرقية، لا يوجد «إما / أو» بين الواحد والكثير. لم تُبذل أي محاولة لإخضاع الكثيرين إلى واحد (النموذج الروماني الكاثوليكي)، ولا محاولة إخضاعهم للكثيرين (النموذج البروتستانتي). من وجهة النظر هذه، من الصحيح قانونيًا ولاهوتيًا التحدث عن الكنيسة والكنائس، والعكس صحيح.  تاريخيًا، تم تطبيق هذا المفهوم الكنسي في الممارسة العملية باعتباره نظامًا أبويًا، متجسدًا في الوحدة الكنسية لخمسة عروش أبوية رئيسية (روما، القسطنطينية، الإسكندرية، أنطاكية والقدس). 
هناك خلاف بين بطريركية القسطنطينية المسكونية وبطريركية موسكو حول مسألة الفصل بين الأسبقية الكنسية واللاهوتية والفصل بين المستويات الكنسية المختلفة:
- موقف بطريركية موسكو من مشكلة الأسبقية في الكنيسة الجامعة
- الأول بدون يساوي. رداً على النص الخاص بسيادة بطريركية موسكو، بقلم إلبيدوفوروس لامبرينيديس، مطران بورصة

## إكليسيولوجيا كنيسة المشرق
أدى التطور التاريخي لكنيسة الشرق خارج الحدود السياسية للإمبراطورية الرومانية المتأخرة وخليفتها الشرقية، الإمبراطورية البيزنطية، إلى إنشاء تقاليدها اللاهوتية والكنسية المميزة، ليس فقط فيما يتعلق بمسائل التنظيم المؤسسي والإداري الداخليين. الكنيسة، ولكن أيضًا أسئلة النظام الكنسي الشامل. 

## الإكليسيولوجيا البروتستانتية

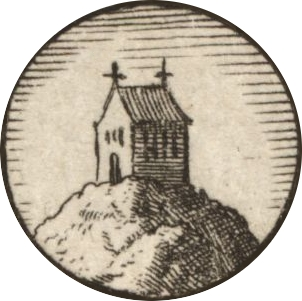
رسم توضيحي للمادة السابعة من القرن السابع عشر: للكنيسة من اعتراف أوغسبورغ، والتي تنص على «... كنيسة مقدسة واحدة هي أن تستمر إلى الأبد. الكنيسة هي جماعة القديسين، حيث يُعلَّم الإنجيل بشكل صحيح وتُطبَّق الأسرار المقدسة بشكل صحيح». هنا تشير الصخرة من متى 16:18 إلى الوعظ والخدمة ليسوع على أنه المسيح، وهي وجهة نظر نوقشت بإسهاب في مقالة 1537.

### اللاهوت الكنسي الإصلاحي الصلاحي
جادل مارتن لوثر أنه نظرًا لأن الكنيسة الكاثوليكية «فقدت عقيدة النعمة»، فقد «فقدت ادعائها بأنها الكنيسة المسيحية الأصيلة». كانت هذه الحجة مفتوحة للنقد المضاد من الكاثوليك بأنه مذنب بالتالي بالانشقاق وهرطقة الدوناتية، وبالتالي في كلتا الحالتين يعارض التعاليم المركزية للكنيسة المبكرة وخاصة والد الكنيسة القديس أوغسطينوس. كما أنها تحدت العقيدة الكاثوليكية بأن الكنيسة الكاثوليكية كانت ثابتة ومعصومة من الخطأ في تعاليمها العقائدية.

### علم الكنيسة الإصلاحي الراديكالي
لا يوجد "علم إكليسيولوجيا إصلاح جذري" واحد. تم التعبير عن مجموعة متنوعة من الآراء بين مختلف المشاركين في " الإصلاح الراديكالي".
كان مينو سيمونز أحد «المصلحين الراديكاليين»، المعروف باسم «قائل بتجديد عماد». هو كتب:
كان هذا في تناقض مباشر مع الإكليسيولوجيا الهرمية الأسرار التي ميزت التقليد الكاثوليكي الروماني الحالي بالإضافة إلى اللوثري الجديد والحركات البروتستانتية البارزة الأخرى للإصلاح.
يرى بعض اللاهوت الكنسي الإصلاحي الراديكالي أن «الكنيسة الحقيقية هي في الجنة، ولا توجد مؤسسة من أي نوع على الأرض تستحق اسم» كنيسة الله "." 

## روابط خارجية
- مجلة علم الكنيسة
- كتاب تمهيدي عن الإكليسيولوجيا الشرقية الأرثوذكسية والكاثوليكية من منظور أرثوذكسي
- القربان المقدس، الأسقف، الكنيسة: وحدة الكنيسة في القربان المقدس والأسقف خلال القرون الثلاثة الأولى من قبل البروفيسور متروبوليت بيرغامس ورئيس أكاديمية أثينا جون زيزيولاس
- الانقسام بين الشرق والغرب § الخلافات الكنسية (اللاهوت الأرثوذكسي الشرقي)
- اعتراف اوغسبورغ، المادة الثامنة والعشرون: السلطة الكنسية
- 1689 اعتراف الإيمان المعمداني، الفصل 26: عن الكنيسة
- لاهوت جون كالفن § الإكليسيولوجيا والأسرار المقدسة